# Eren Albayrak
Eren Albayrak (nacido el 23 de abril de 1991) es un futbolista turco que se desempeña como defensa en el Vanspor F. K. de la TFF Segunda División.

## Selección nacional
En 2015 jugó para la selección de fútbol de Turquía.
| Selección | País    | Año  |
| --------- | ------- | ---- |
| Absoluta  | Turquía | 2015 |

## Clubes
| Club                      | País    | Año       |
| ------------------------- | ------- | --------- |
| Bursaspor                 | Turquía | 2007-2011 |
| Trabzonspor               | Turquía | 2011-2013 |
| Orduspor (cedido)         | Turquía | 2012      |
| 1461 Trabzon (cedido)     | Turquía | 2012-2013 |
| Çaykur Rizespor Kulübü    | Turquía | 2013-2016 |
| Estambul Başakşehir F. K. | Turquía | 2016-2017 |
| Konyaspor                 | Turquía | 2017-2018 |
| Júbilo Iwata              | Japón   | 2018-2019 |
| Antalyaspor               | Turquía | 2019-2022 |
| Çaykur Rizespor Kulübü    | Turquía | 2022-2023 |
| Bodrum F. K.              | Turquía | 2023-2024 |
| Vanspor F. K.             | Turquía | 2024-     |

## Estadística de carrera

### Selección nacional
| Selección de fútbol de Turquía | Selección de fútbol de Turquía | Selección de fútbol de Turquía |
| Año                            | Part.                          | Goles                          |
| ------------------------------ | ------------------------------ | ------------------------------ |
| 2015                           | 1                              | 0                              |
| Total                          | 1                              | 0                              |